# 1236
Portal Geschichte | Portal Biografien | Aktuelle Ereignisse | Jahreskalender | Tagesartikel

◄ |
12. Jahrhundert |
13. Jahrhundert
| 14. Jahrhundert | ►

◄ |
1200er |
1210er |
1220er |
1230er
| 1240er | 1250er | 1260er | ►

◄◄ |
◄ |
1232 |
1233 |
1234 |
1235 |
1236
| 1237 | 1238 | 1239 | 1240 | ► | ►►
Staatsoberhäupter  · Nekrolog
| Januar | Januar | Januar | Januar | Januar | Januar | Januar | Januar |
| Kw     | Mo     | Di     | Mi     | Do     | Fr     | Sa     | So     |
| ------ | ------ | ------ | ------ | ------ | ------ | ------ | ------ |
| 1      |        | 1      | 2      | 3      | 4      | 5      | 6      |
| 2      | 7      | 8      | 9      | 10     | 11     | 12     | 13     |
| 3      | 14     | 15     | 16     | 17     | 18     | 19     | 20     |
| 4      | 21     | 22     | 23     | 24     | 25     | 26     | 27     |
| 5      | 28     | 29     | 30     | 31     |        |        |        |

| Februar | Februar | Februar | Februar | Februar | Februar | Februar | Februar |
| Kw      | Mo      | Di      | Mi      | Do      | Fr      | Sa      | So      |
| ------- | ------- | ------- | ------- | ------- | ------- | ------- | ------- |
| 5       |         |         |         |         | 1       | 2       | 3       |
| 6       | 4       | 5       | 6       | 7       | 8       | 9       | 10      |
| 7       | 11      | 12      | 13      | 14      | 15      | 16      | 17      |
| 8       | 18      | 19      | 20      | 21      | 22      | 23      | 24      |
| 9       | 25      | 26      | 27      | 28      | 29      |         |         |

| März | März | März | März | März | März | März | März |
| Kw   | Mo   | Di   | Mi   | Do   | Fr   | Sa   | So   |
| ---- | ---- | ---- | ---- | ---- | ---- | ---- | ---- |
| 9    |      |      |      |      |      | 1    | 2    |
| 10   | 3    | 4    | 5    | 6    | 7    | 8    | 9    |
| 11   | 10   | 11   | 12   | 13   | 14   | 15   | 16   |
| 12   | 17   | 18   | 19   | 20   | 21   | 22   | 23   |
| 13   | 24   | 25   | 26   | 27   | 28   | 29   | 30   |
| 14   | 31   |      |      |      |      |      |      |

| April | April | April | April | April | April | April | April |
| Kw    | Mo    | Di    | Mi    | Do    | Fr    | Sa    | So    |
| ----- | ----- | ----- | ----- | ----- | ----- | ----- | ----- |
| 14    |       | 1     | 2     | 3     | 4     | 5     | 6     |
| 15    | 7     | 8     | 9     | 10    | 11    | 12    | 13    |
| 16    | 14    | 15    | 16    | 17    | 18    | 19    | 20    |
| 17    | 21    | 22    | 23    | 24    | 25    | 26    | 27    |
| 18    | 28    | 29    | 30    |       |       |       |       |

| Mai | Mai | Mai | Mai | Mai | Mai | Mai | Mai |
| Kw  | Mo  | Di  | Mi  | Do  | Fr  | Sa  | So  |
| --- | --- | --- | --- | --- | --- | --- | --- |
| 18  |     |     |     | 1   | 2   | 3   | 4   |
| 19  | 5   | 6   | 7   | 8   | 9   | 10  | 11  |
| 20  | 12  | 13  | 14  | 15  | 16  | 17  | 18  |
| 21  | 19  | 20  | 21  | 22  | 23  | 24  | 25  |
| 22  | 26  | 27  | 28  | 29  | 30  | 31  |     |

| Juni | Juni | Juni | Juni | Juni | Juni | Juni | Juni |
| Kw   | Mo   | Di   | Mi   | Do   | Fr   | Sa   | So   |
| ---- | ---- | ---- | ---- | ---- | ---- | ---- | ---- |
| 22   |      |      |      |      |      |      | 1    |
| 23   | 2    | 3    | 4    | 5    | 6    | 7    | 8    |
| 24   | 9    | 10   | 11   | 12   | 13   | 14   | 15   |
| 25   | 16   | 17   | 18   | 19   | 20   | 21   | 22   |
| 26   | 23   | 24   | 25   | 26   | 27   | 28   | 29   |
| 27   | 30   |      |      |      |      |      |      |

| Juli | Juli | Juli | Juli | Juli | Juli | Juli | Juli |
| Kw   | Mo   | Di   | Mi   | Do   | Fr   | Sa   | So   |
| ---- | ---- | ---- | ---- | ---- | ---- | ---- | ---- |
| 27   |      | 1    | 2    | 3    | 4    | 5    | 6    |
| 28   | 7    | 8    | 9    | 10   | 11   | 12   | 13   |
| 29   | 14   | 15   | 16   | 17   | 18   | 19   | 20   |
| 30   | 21   | 22   | 23   | 24   | 25   | 26   | 27   |
| 31   | 28   | 29   | 30   | 31   |      |      |      |

| August | August | August | August | August | August | August | August |
| Kw     | Mo     | Di     | Mi     | Do     | Fr     | Sa     | So     |
| ------ | ------ | ------ | ------ | ------ | ------ | ------ | ------ |
| 31     |        |        |        |        | 1      | 2      | 3      |
| 32     | 4      | 5      | 6      | 7      | 8      | 9      | 10     |
| 33     | 11     | 12     | 13     | 14     | 15     | 16     | 17     |
| 34     | 18     | 19     | 20     | 21     | 22     | 23     | 24     |
| 35     | 25     | 26     | 27     | 28     | 29     | 30     | 31     |

| September | September | September | September | September | September | September | September |
| Kw        | Mo        | Di        | Mi        | Do        | Fr        | Sa        | So        |
| --------- | --------- | --------- | --------- | --------- | --------- | --------- | --------- |
| 36        | 1         | 2         | 3         | 4         | 5         | 6         | 7         |
| 37        | 8         | 9         | 10        | 11        | 12        | 13        | 14        |
| 38        | 15        | 16        | 17        | 18        | 19        | 20        | 21        |
| 39        | 22        | 23        | 24        | 25        | 26        | 27        | 28        |
| 40        | 29        | 30        |           |           |           |           |           |

| Oktober | Oktober | Oktober | Oktober | Oktober | Oktober | Oktober | Oktober |
| Kw      | Mo      | Di      | Mi      | Do      | Fr      | Sa      | So      |
| ------- | ------- | ------- | ------- | ------- | ------- | ------- | ------- |
| 40      |         |         | 1       | 2       | 3       | 4       | 5       |
| 41      | 6       | 7       | 8       | 9       | 10      | 11      | 12      |
| 42      | 13      | 14      | 15      | 16      | 17      | 18      | 19      |
| 43      | 20      | 21      | 22      | 23      | 24      | 25      | 26      |
| 44      | 27      | 28      | 29      | 30      | 31      |         |         |

| November | November | November | November | November | November | November | November |
| Kw       | Mo       | Di       | Mi       | Do       | Fr       | Sa       | So       |
| -------- | -------- | -------- | -------- | -------- | -------- | -------- | -------- |
| 44       |          |          |          |          |          | 1        | 2        |
| 45       | 3        | 4        | 5        | 6        | 7        | 8        | 9        |
| 46       | 10       | 11       | 12       | 13       | 14       | 15       | 16       |
| 47       | 17       | 18       | 19       | 20       | 21       | 22       | 23       |
| 48       | 24       | 25       | 26       | 27       | 28       | 29       | 30       |

| Dezember | Dezember | Dezember | Dezember | Dezember | Dezember | Dezember | Dezember |
| Kw       | Mo       | Di       | Mi       | Do       | Fr       | Sa       | So       |
| -------- | -------- | -------- | -------- | -------- | -------- | -------- | -------- |
| 49       | 1        | 2        | 3        | 4        | 5        | 6        | 7        |
| 50       | 8        | 9        | 10       | 11       | 12       | 13       | 14       |
| 51       | 15       | 16       | 17       | 18       | 19       | 20       | 21       |
| 52       | 22       | 23       | 24       | 25       | 26       | 27       | 28       |
| 1        | 29       | 30       | 31       |          |          |          |          |

| Januar | Januar | Januar | Januar | Januar | Januar | Januar | Januar |
| Kw     | Mo     | Di     | Mi     | Do     | Fr     | Sa     | So     |
| ------ | ------ | ------ | ------ | ------ | ------ | ------ | ------ |
| 1      |        | 1      | 2      | 3      | 4      | 5      | 6      |
| 2      | 7      | 8      | 9      | 10     | 11     | 12     | 13     |
| 3      | 14     | 15     | 16     | 17     | 18     | 19     | 20     |
| 4      | 21     | 22     | 23     | 24     | 25     | 26     | 27     |
| 5      | 28     | 29     | 30     | 31     |        |        |        |

| Februar | Februar | Februar | Februar | Februar | Februar | Februar | Februar |
| Kw      | Mo      | Di      | Mi      | Do      | Fr      | Sa      | So      |
| ------- | ------- | ------- | ------- | ------- | ------- | ------- | ------- |
| 5       |         |         |         |         | 1       | 2       | 3       |
| 6       | 4       | 5       | 6       | 7       | 8       | 9       | 10      |
| 7       | 11      | 12      | 13      | 14      | 15      | 16      | 17      |
| 8       | 18      | 19      | 20      | 21      | 22      | 23      | 24      |
| 9       | 25      | 26      | 27      | 28      | 29      |         |         |

| März | März | März | März | März | März | März | März |
| Kw   | Mo   | Di   | Mi   | Do   | Fr   | Sa   | So   |
| ---- | ---- | ---- | ---- | ---- | ---- | ---- | ---- |
| 9    |      |      |      |      |      | 1    | 2    |
| 10   | 3    | 4    | 5    | 6    | 7    | 8    | 9    |
| 11   | 10   | 11   | 12   | 13   | 14   | 15   | 16   |
| 12   | 17   | 18   | 19   | 20   | 21   | 22   | 23   |
| 13   | 24   | 25   | 26   | 27   | 28   | 29   | 30   |
| 14   | 31   |      |      |      |      |      |      |

| April | April | April | April | April | April | April | April |
| Kw    | Mo    | Di    | Mi    | Do    | Fr    | Sa    | So    |
| ----- | ----- | ----- | ----- | ----- | ----- | ----- | ----- |
| 14    |       | 1     | 2     | 3     | 4     | 5     | 6     |
| 15    | 7     | 8     | 9     | 10    | 11    | 12    | 13    |
| 16    | 14    | 15    | 16    | 17    | 18    | 19    | 20    |
| 17    | 21    | 22    | 23    | 24    | 25    | 26    | 27    |
| 18    | 28    | 29    | 30    |       |       |       |       |

| Mai | Mai | Mai | Mai | Mai | Mai | Mai | Mai |
| Kw  | Mo  | Di  | Mi  | Do  | Fr  | Sa  | So  |
| --- | --- | --- | --- | --- | --- | --- | --- |
| 18  |     |     |     | 1   | 2   | 3   | 4   |
| 19  | 5   | 6   | 7   | 8   | 9   | 10  | 11  |
| 20  | 12  | 13  | 14  | 15  | 16  | 17  | 18  |
| 21  | 19  | 20  | 21  | 22  | 23  | 24  | 25  |
| 22  | 26  | 27  | 28  | 29  | 30  | 31  |     |

| Juni | Juni | Juni | Juni | Juni | Juni | Juni | Juni |
| Kw   | Mo   | Di   | Mi   | Do   | Fr   | Sa   | So   |
| ---- | ---- | ---- | ---- | ---- | ---- | ---- | ---- |
| 22   |      |      |      |      |      |      | 1    |
| 23   | 2    | 3    | 4    | 5    | 6    | 7    | 8    |
| 24   | 9    | 10   | 11   | 12   | 13   | 14   | 15   |
| 25   | 16   | 17   | 18   | 19   | 20   | 21   | 22   |
| 26   | 23   | 24   | 25   | 26   | 27   | 28   | 29   |
| 27   | 30   |      |      |      |      |      |      |

| Juli | Juli | Juli | Juli | Juli | Juli | Juli | Juli |
| Kw   | Mo   | Di   | Mi   | Do   | Fr   | Sa   | So   |
| ---- | ---- | ---- | ---- | ---- | ---- | ---- | ---- |
| 27   |      | 1    | 2    | 3    | 4    | 5    | 6    |
| 28   | 7    | 8    | 9    | 10   | 11   | 12   | 13   |
| 29   | 14   | 15   | 16   | 17   | 18   | 19   | 20   |
| 30   | 21   | 22   | 23   | 24   | 25   | 26   | 27   |
| 31   | 28   | 29   | 30   | 31   |      |      |      |

| August | August | August | August | August | August | August | August |
| Kw     | Mo     | Di     | Mi     | Do     | Fr     | Sa     | So     |
| ------ | ------ | ------ | ------ | ------ | ------ | ------ | ------ |
| 31     |        |        |        |        | 1      | 2      | 3      |
| 32     | 4      | 5      | 6      | 7      | 8      | 9      | 10     |
| 33     | 11     | 12     | 13     | 14     | 15     | 16     | 17     |
| 34     | 18     | 19     | 20     | 21     | 22     | 23     | 24     |
| 35     | 25     | 26     | 27     | 28     | 29     | 30     | 31     |

| September | September | September | September | September | September | September | September |
| Kw        | Mo        | Di        | Mi        | Do        | Fr        | Sa        | So        |
| --------- | --------- | --------- | --------- | --------- | --------- | --------- | --------- |
| 36        | 1         | 2         | 3         | 4         | 5         | 6         | 7         |
| 37        | 8         | 9         | 10        | 11        | 12        | 13        | 14        |
| 38        | 15        | 16        | 17        | 18        | 19        | 20        | 21        |
| 39        | 22        | 23        | 24        | 25        | 26        | 27        | 28        |
| 40        | 29        | 30        |           |           |           |           |           |

| Oktober | Oktober | Oktober | Oktober | Oktober | Oktober | Oktober | Oktober |
| Kw      | Mo      | Di      | Mi      | Do      | Fr      | Sa      | So      |
| ------- | ------- | ------- | ------- | ------- | ------- | ------- | ------- |
| 40      |         |         | 1       | 2       | 3       | 4       | 5       |
| 41      | 6       | 7       | 8       | 9       | 10      | 11      | 12      |
| 42      | 13      | 14      | 15      | 16      | 17      | 18      | 19      |
| 43      | 20      | 21      | 22      | 23      | 24      | 25      | 26      |
| 44      | 27      | 28      | 29      | 30      | 31      |         |         |

| November | November | November | November | November | November | November | November |
| Kw       | Mo       | Di       | Mi       | Do       | Fr       | Sa       | So       |
| -------- | -------- | -------- | -------- | -------- | -------- | -------- | -------- |
| 44       |          |          |          |          |          | 1        | 2        |
| 45       | 3        | 4        | 5        | 6        | 7        | 8        | 9        |
| 46       | 10       | 11       | 12       | 13       | 14       | 15       | 16       |
| 47       | 17       | 18       | 19       | 20       | 21       | 22       | 23       |
| 48       | 24       | 25       | 26       | 27       | 28       | 29       | 30       |

| Dezember | Dezember | Dezember | Dezember | Dezember | Dezember | Dezember | Dezember |
| Kw       | Mo       | Di       | Mi       | Do       | Fr       | Sa       | So       |
| -------- | -------- | -------- | -------- | -------- | -------- | -------- | -------- |
| 49       | 1        | 2        | 3        | 4        | 5        | 6        | 7        |
| 50       | 8        | 9        | 10       | 11       | 12       | 13       | 14       |
| 51       | 15       | 16       | 17       | 18       | 19       | 20       | 21       |
| 52       | 22       | 23       | 24       | 25       | 26       | 27       | 28       |
| 1        | 29       | 30       | 31       |          |          |          |          |

## Ereignisse

### Politik und Weltgeschehen

#### Iberische Halbinsel
- 7. Februar: König Ferdinand III. von Kastilien und León trifft im Rahmen der Reconquista mit rund 100 Rittern vor Córdoba ein und beginnt mit der Belagerung der Stadt.

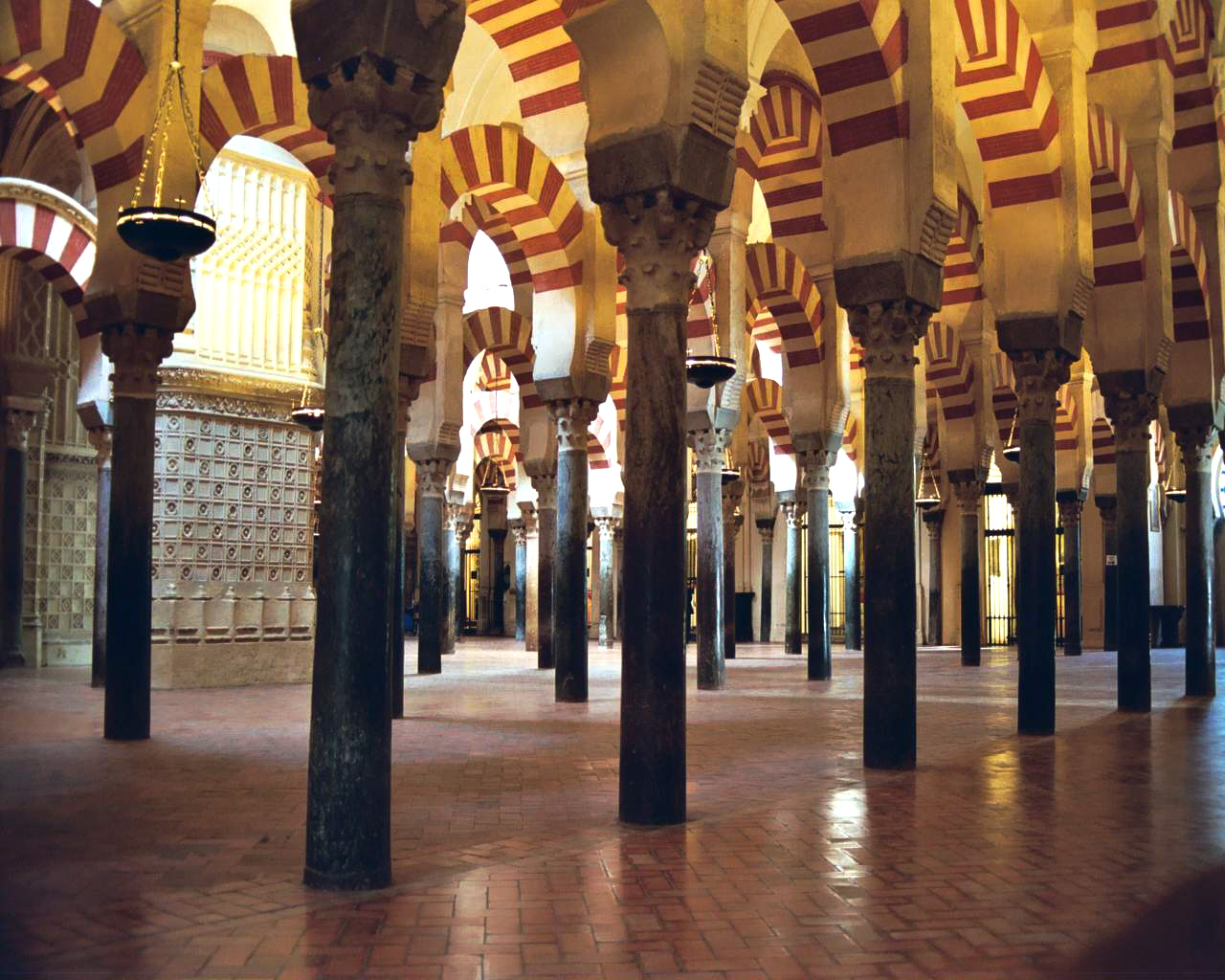
Das Innere der Mezquita de Córdoba

- 29. Juni: Dem kastilischen König Ferdinand III. gelingt mit Unterstützung von Muhammad I. ibn Nasr, dem Emir von Granada, nach mehr als viermonatiger Belagerung die Rückeroberung Córdobas von den Almohaden. Die Moschee von Córdoba wird in eine Kathedrale umgewandelt.

#### Britische Inseln
- 14. Januar: König Heinrich III. von England heiratet in Canterbury die 13-jährige Eleonore von der Provence, am 20. Januar wird sie in der Westminster Abbey zur Königin von England gekrönt. Mit ihrer Unterstützung kann sich Heinrich weiter vom Einfluss seiner alten Minister und Ratgeber lösen.
- 18. Januar: Nach dem Tod von Owain ap Gruffydd aus dem Haus Dinefwr erbt sein Sohn Maredudd ab Owain das walisische Fürstentum Deheubarth.
- Nach dem Tod von Madog ap Gruffydd Maelor teilen seine fünf Söhne das Gebiet von Powys Fadog untereinander auf. Als ältester Sohn hat Gruffydd Maelor ap Madog nominell die Oberherrschaft, dennoch kommt es bald zu Streitereien zwischen den Brüdern.

#### Judenpogrome im Heiligen Römischen Reich und Frankreich
- Nach einem wegen einer Ritualmordlegende erfolgten antijüdischen Pogrom in Fulda, bei dem 30 Menschen ermordet werden, bittet Kaiser Friedrich II. aus England, Frankreich und Spanien zum Christentum konvertierte jüdische Gelehrte an seinen Hof zu entsenden. Diese Expertenkommission entkräftet die gegen die Juden erhobenen Vorwürfe. Mit Zustimmung der Fürsten werden die Juden in einer auf dem Hoftag zu Augsburg vom Juli erlassenen Urkunde freigesprochen. Friedrich II. dehnt das Wormser Privileg von 1090 mittels Transsumpt auf alle Juden in seinem Jurisdiktionsbereich aus. Sie werden als „Knechte unserer Kammer“ (servi camere nostri) bezeichnet und müssen für den kaiserlichen Schutz zahlen.
- Auch in Frankreich kommt es wegen Ritualmordlegenden zu Pogromen gegen Teile der jüdischen Bevölkerung.

#### Weitere Ereignisse im Heiligen Römischen Reich

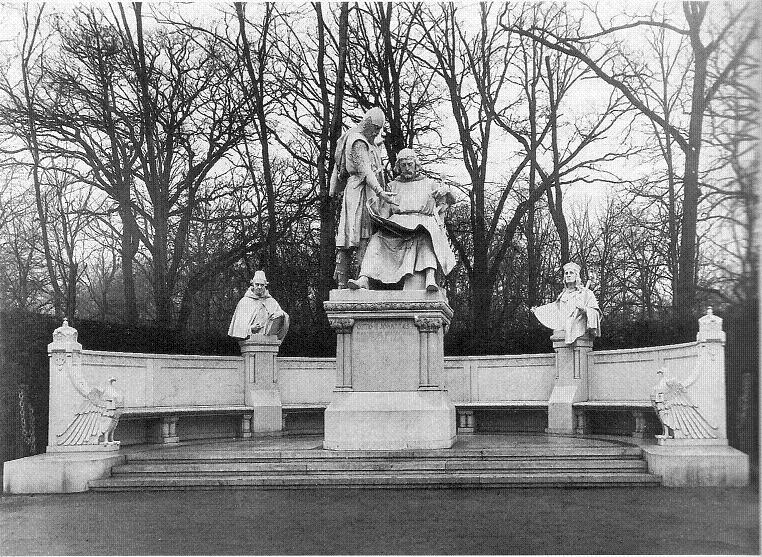
Siegesallee in Berlin mit dem Doppelstandbild für die Markgrafen Johann I. und Otto III.

- 20. Juni: Im Vertrag von Kremmen erkennt Herzog Wartislaw III. von Pommern gegenüber den Markgrafen Johann I. und Otto III. die brandenburgische Lehnshoheit an und tritt Gebiete an die Mark Brandenburg ab.
- Juli: Auf dem Reichstag zu Augsburg verhängt Kaiser Friedrich II. über den Babenberger Herzog Friedrich den Streitbaren von Österreich die Acht, nachdem dieser sich geweigert hat, auf dem Hoftag in Hagenau im Januar zu erscheinen und zu den von mehreren Fürsten erhobenen Beschwerden gegen ihn Stellung zu nehmen.

#### Osteuropa
- Mongolische Invasion der Rus: Die Belagerung von Bilar durch die Mongolen unter Batu Khan endet im August nach 45 Tagen mit der Einnahme und völligen Zerstörung der Stadt und einem Massaker an der Bevölkerung. Damit sind die Wolgabulgaren faktisch besiegt, auch wenn sich einige Städte im Norden ihres Reiches nicht den Mongolen unterwerfen.
- 22. September: Litauerkriege des Deutschen Ordens: In der Schlacht von Schaulen erleiden die Schwertbrüder und Kreuzritter eine vernichtende Niederlage gegen die Schemaiten unter der Führung Fürst Vykintas und die Litauer unter Mindaugas. Ordensmeister Volkwin von Naumburg zu Winterstätten kommt in der Schlacht ums Leben.
- Alexander Newski aus der Rurikiden-Dynastie wird vom örtlichen Wetsche zum Heerführer und Fürsten von Nowgorod berufen.

#### Nordafrika und Naher Osten
- Abu Yahya macht sich als Führer der berberischen Banu Abd al-Wad von den im Niedergang begriffenen Almohaden unter Kalif Abd al-Wahid II. ar-Raschid unabhängig und gründet in Westalgerien das Reich der Abdalwadiden mit der Hauptstadt Tlemcen. In der Folge wird das junge Reich allerdings von den aufstrebenden Meriniden in Marokko und den Hafsiden in Ifrīqiya bedroht, die im gleichen Jahr ihre Unabhängigkeit von den Almohaden erklären.
- Nach dem Tod von al-Aziz Muhammad folgt ihm sein achtjähriger Sohn an-Nasir Yusuf als Emir von Aleppo. Da er noch minderjährig ist, übernimmt zunächst seine Großmutter, Daifah Khatun, die Regentschaft. Deren Bruder, Sultan al-Kamil, beabsichtigt Syrien wieder mit Ägypten zu vereinen und zieht mit einem Heer herauf. Daifah Khatun verbündet sich daraufhin mit al-Aschraf von Damaskus.

#### Stadtrechte und urkundliche Ersterwähnungen
- 24. Juli: Burg Hasserode wird erstmals urkundlich erwähnt.
- Plön (lübisches Recht) und Recklinghausen erhalten Stadtrechte.
- Erste urkundliche Erwähnung von Aarberg, Altenzaun, Arch, Autafond, Brenzikofen, Dietwil, Großheppach, Grünkraut, Hasle, Heuchlingen, Jena, Kiesen, Lüttingen, Oberrüti, Oberwil bei Büren, Olsberg, Root und Stetten
- Toruń wird an den heutigen Standort verlegt.

### Kultur
- In den Statuten der Stadt Padua wird festgehalten, dass Urkunden auf Papier ohne Rechtskraft sind.

### Religion

#### Kirchenhierarchie

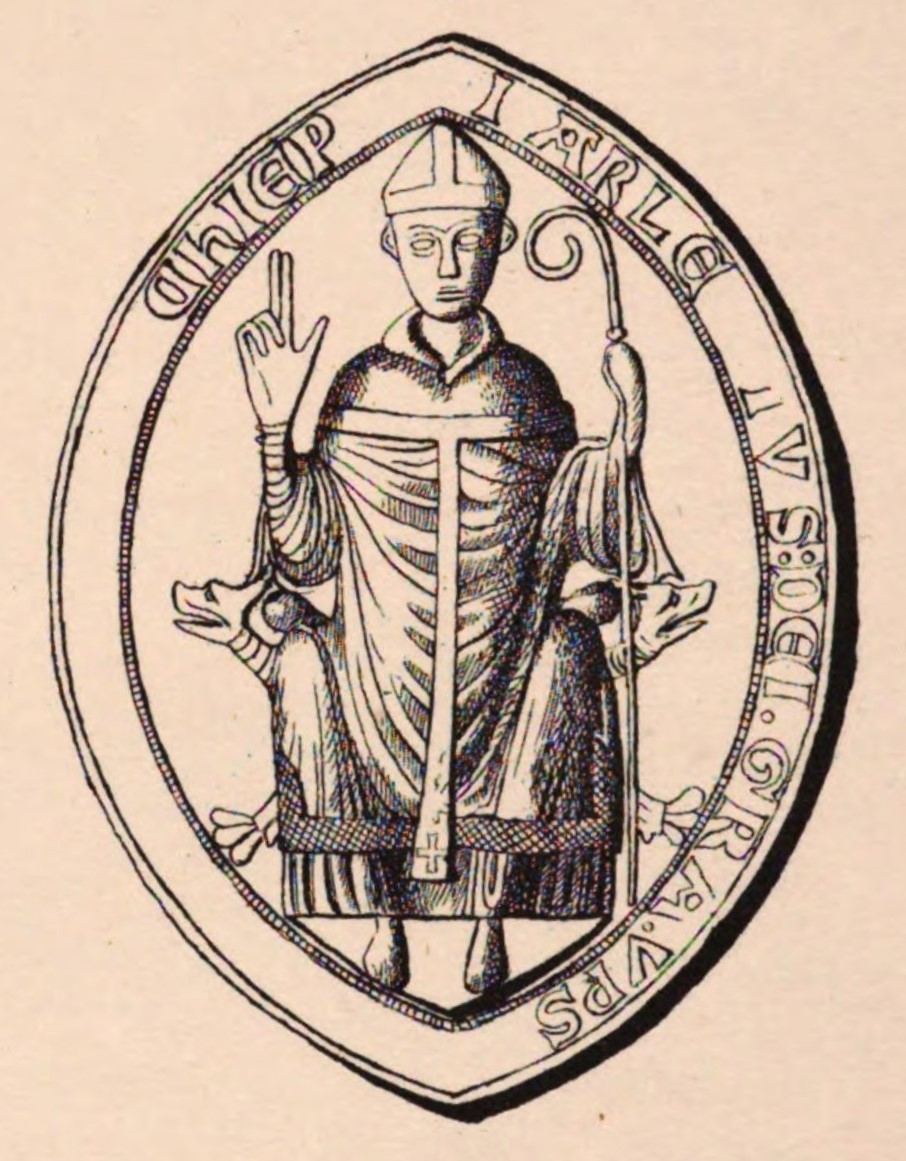
Siegel Jarlers als Erzbischof

- Jarler wird Erzbischof von Uppsala.

#### Geistliche Orden
- Im Schuljahr 1236/1237 tritt Alexander von Hales im Alter von 51 Jahren dem Franziskanerorden bei.
- Der weibliche Zweig des Trinitarierordens entsteht.
- Bertrand de Comps folgt dem verstorbenen Guérin Lebrun als Großmeister des Johanniterordens.

#### Klostergründungen und Stiftungen
- Bischof Eckbert von Bamberg gründet das Stift Griffen.
- Johann von Apremont, Bischof von Metz, bestätigt in Saarbrücken die 1227 erfolgte Stiftung der Kommende St. Elisabeth.
- Im gerade von Aragón eroberten Königreich Mallorca wird das Kloster Santa María de la Real gegründet.
- Das Kloster Wülfinghausen wird gegründet.

## Geboren

### Geburtsdatum gesichert
- 1. Januar: Baldwin de Redvers, 7. Earl of Devon, englischer Adeliger, Lord of the Isle of Wight († 1262)
- 3. April: Chungnyeol Wang, 25. König des koreanischen Goryeo-Reiches († 1308)
- 8. Oktober: Muhammad II. al-Faqih, Emir von Granada († 1302)

### Genaues Geburtsdatum unbekannt
- Oktober: Qutb ad-Din asch-Schirazi, persischer Wissenschaftler († 1311)
- nach Oktober: Alice de Lusignan, französisch-englische Adelige († 1290)
- Albrecht I., Herzog zu Braunschweig und Lüneburg und erster Regent des Fürstentums Braunschweig-Wolfenbüttel († 1279)
- Jakob ibn Tibbon, südfranzösischer jüdischer Autor, Übersetzer und Astronom († um 1307)
- Tolomeo da Lucca, italienischer Theologe, Verfasser von kirchenpolitischen Streitschriften und Bischof († 1327)
- Violante von Aragón, Königin von Kastilien und León († 1301)

### Geboren um 1236
- 1235/36: Plaisance von Antiochia, Königin und Regentin von Zypern, Regentin des Königreichs Jerusalem († 1263)
- Agnes von Arnsberg, Äbtissin des Damenstifts Meschede und von Stift Oedingen († 1306)

## Gestorben

### Todesdatum gesichert

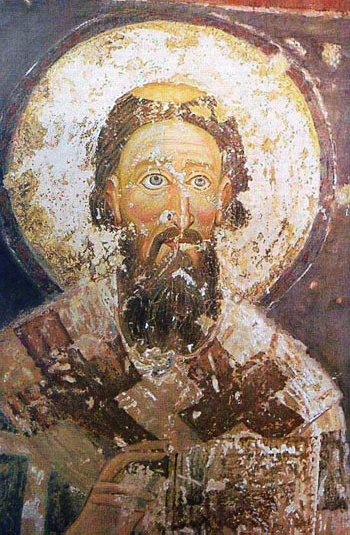
Sava von Serbien

- 14. Januar: Sava I., erster orthodoxer Erzbischof von Serbien, Schriftsteller und apostelgleicher Heiliger der christlichen Orthodoxen Kirchen (* 1175)
- 18. Januar: Owain ap Gruffydd, Lord des walisischen Fürstentums Deheubarth
- 16. Februar: Philippa Mareri, italienische Äbtissin und Klostergründerin (* 1200)
- 20. Februar: Heinrich II., Graf von Schwarzburg-Blankenburg (* um 1150/55)
- 1. Mai oder 6. Mai: William d’Aubigné, englischer Adliger und Rebell (* um 1150)
- 6. Mai: Roger von Wendover, englischer Mönch und Chronist
- 10. Juni: Diana Andalò, italienische Dominikanerin und Klostergründerin
- 16. Juni: Erhard II., Herr von Chacenay
- 29. Juli: Ingeborg von Dänemark, dänische Prinzessin und Königin von Frankreich (* um 1175)
- 16. August: Thomas de Blundeville, Bischof von Norwich
- 17. August: William de Blois, Bischof von Worcester
- 17. August: Johann II. von Dražice, Bischof von Prag
- 18. August: Theodorus von Celles, Gründer und erster Generalprior des Ordens vom Heiligen Kreuz (* 1166)
- 22. September: Volkwin von Naumburg zu Winterstätten, Herrenmeister des Schwertbrüderordens
- 23. Dezember: Philipp der Kanzler, Pariser Poet, Philosoph und Theologe, Kanzler des Kapitels von Notre-Dame
- 24. Dezember: Konrad IV. von Tann, Bischof von Speyer

### Genaues Todesdatum unbekannt
- Februar/März: Johann I. der Alte von Ibelin, Herr von Beirut und Regent des Königreichs Jerusalem und des Königreichs Zypern (* 1177)
- November: Al-Aziz Muhammad, Emir von Aleppo (* 1213)
- Dirk van Teylingen, holländischer Ritter und Dapifer des Grafen von Holland (* um 1180)
- Guérin Lebrun, Großmeister des Johanniterordens
- Helmold II. von Plesse, Edelherr im Gefolge des Herzogs Heinrich der Löwe und seines Sohnes Kaiser Otto IV.

- Iltutmish, Sultan von Delhi

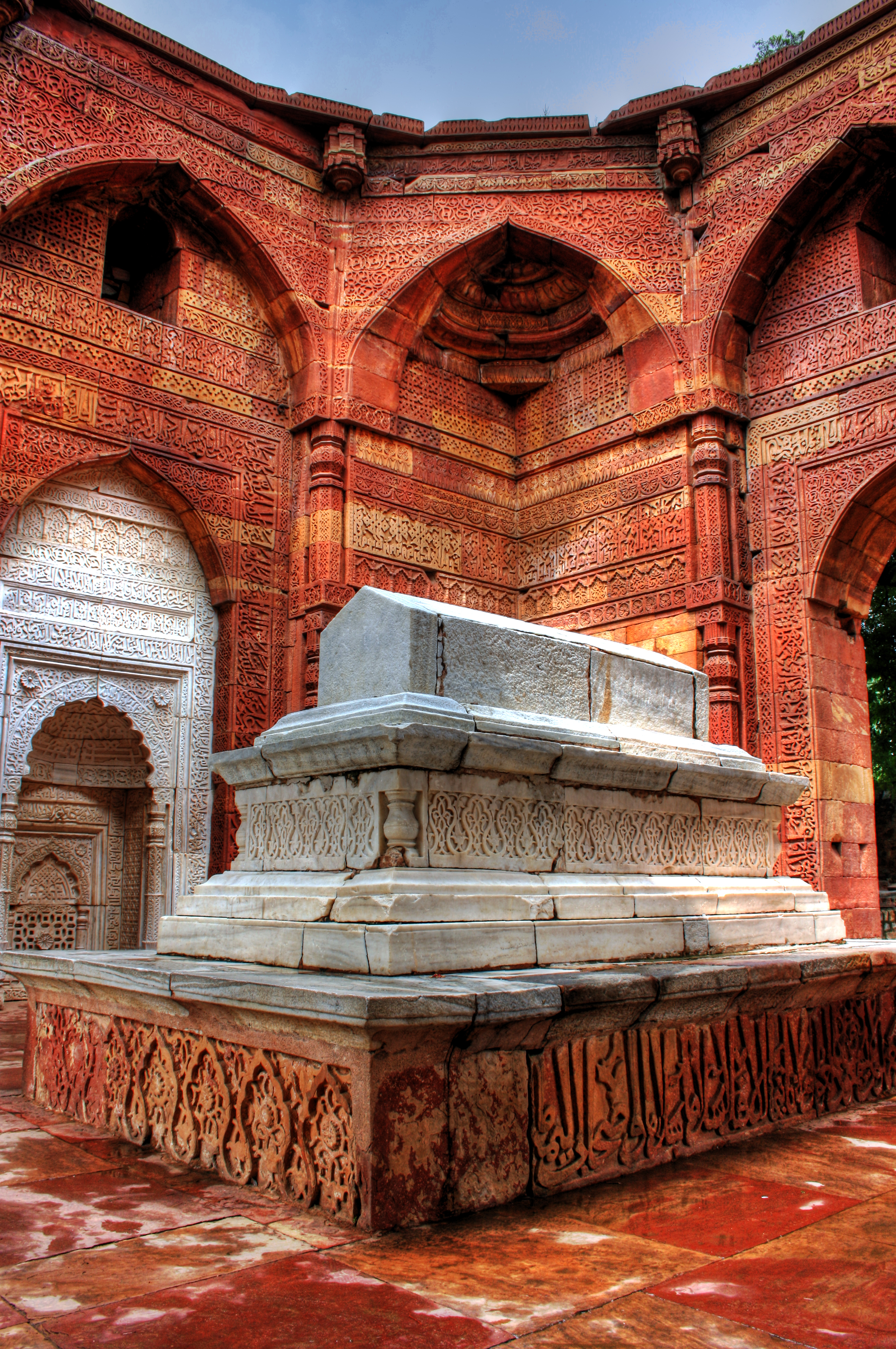
Grabbau, Mihrab und Kenotaph Iltutmishs, Qutb-Komplex, Mehrauli

- Madog ap Gruffydd Maelor, Fürst des walisischen Fürstentums Powys
- Raul der Gute, Graf von Soissons
- Kuyelwa Rinchengön, tibetischer Geistlicher (* 1191)

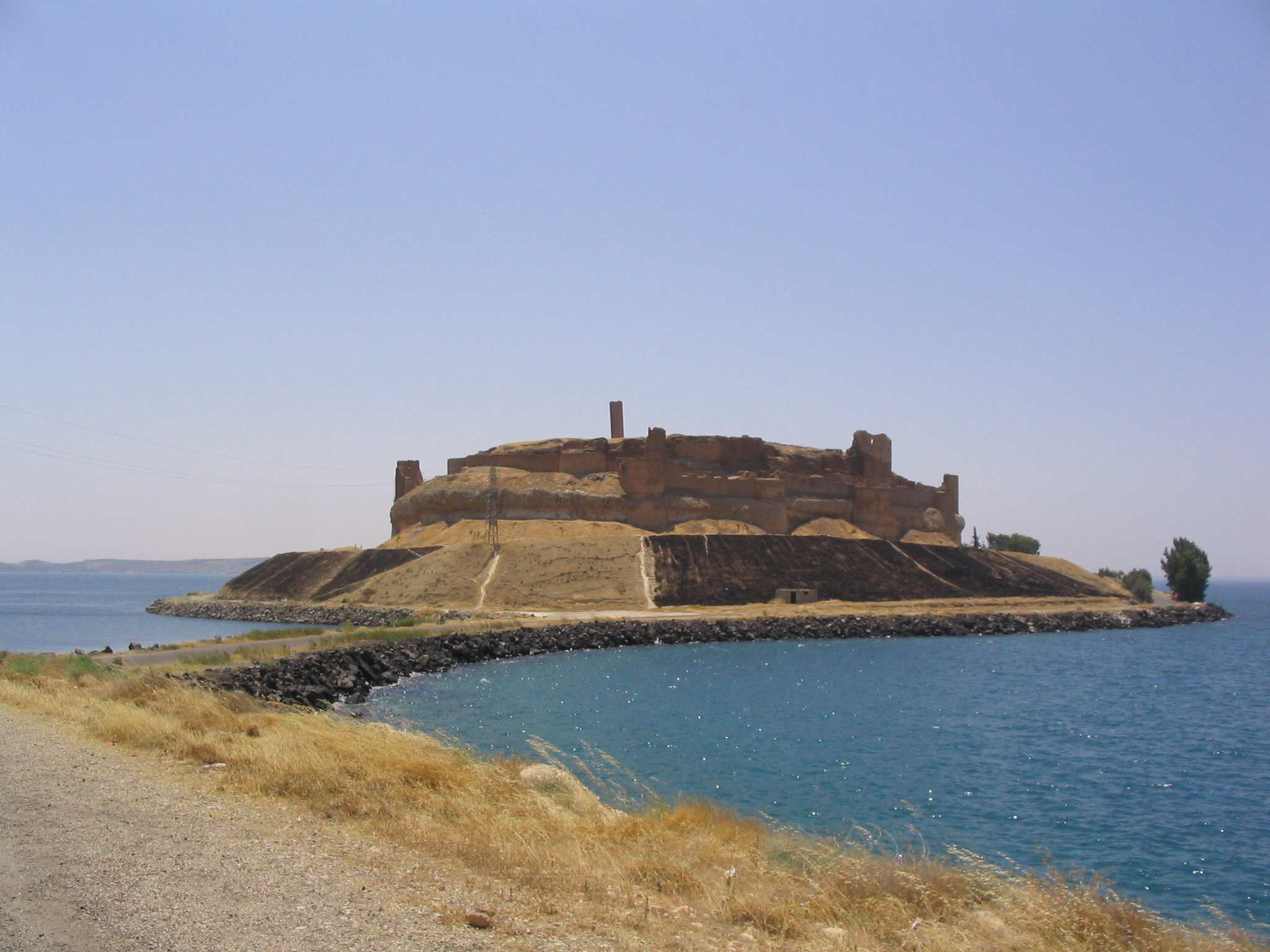
Ursprüngliche Grabstätte des Sulaiman Schah

- Sulaiman Schah, angeblich Großvater des Gründers des Osmanischen Reiches, Osman I. (* um 1178)